# Federico Pupplet
Federico Pupplet fue un futbolista y dirigente deportivo de origen británico durante la era amateur del fútbol argentino. Jugó como delantero y debutó en Rosario Central, club del que también fue presidente.

## Carrera

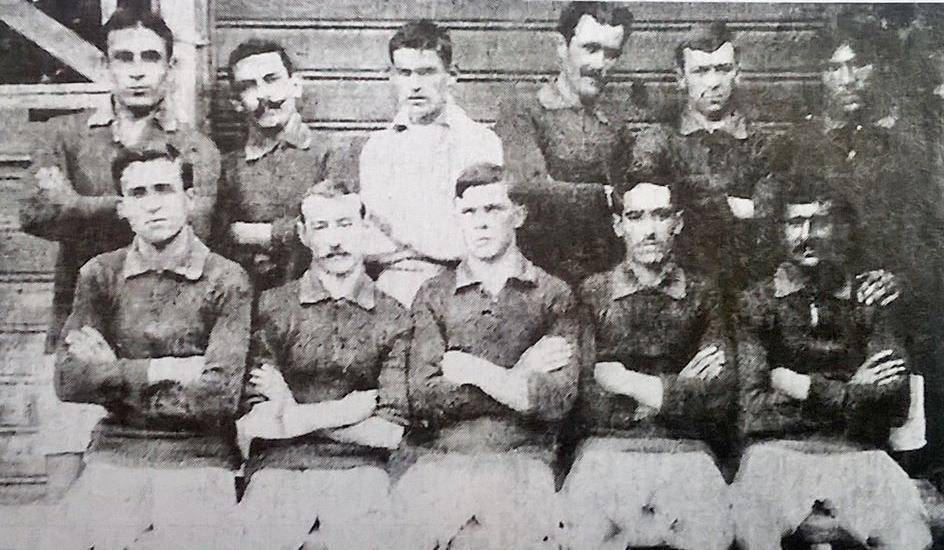
Rosario Central 1910. Pupplet se ubica segundo entre los sentados.

Formó parte del primer encuentro oficial disputado por Rosario Central el 26 de julio de 1903, ante Atlético del Rosario por la Copa Competencia Chevallier Boutell (derrota 0-5); ese día compartió delantera con Miguel Green, Worthley, Kellard y Armando Ginocchio.
Continuó en el incipiente canalla hasta 1907, jugando el año siguiente para Newell's Old Boys, donde marcó 5 goles. En 1909 retornó a Central, donde se mantuvo jugando en el primer equipo hasta 1912, con la particularidad de que en 1910 se hizo cargo de la presidencia del club. En Rosario Central disputó al menos 24 partidos y marcó 4 goles (hay que considerar que no se cuenta con información estadística completa de la época).

## Período presidencial
Fue presidente de Rosario Central en el año 1910, a la par de su función como jugador de fútbol. Sucedió a Miguel Green, mientras que en 1911 fue remplazado por E. A. Ortelli, primer presidente no británico del club.

## Clubes
| Club              | País      | Año       |
| ----------------- | --------- | --------- |
| Rosario Central   | Argentina | 1903-1907 |
| Newell's Old Boys | Argentina | 1908      |
| Rosario Central   | Argentina | 1909-1912 |

## Palmarés
| Equipo          | País      | Título                | Año  |
| --------------- | --------- | --------------------- | ---- |
| Rosario Central | Argentina | Copa Damas de Caridad | 1910 |